# Старые Карашиды
Старые Карашиды (баш. Иҫке Ҡарашиҙе) — деревня в Иглинском районе Республики Башкортостан Российской Федерации. Входит в состав Уктеевского сельсовета. 

## География

### Географическое положение
Находится на левом берегу реки Уфы.
Расстояние до:
- районного центра (Иглино): 8 км,
- центра сельсовета (Минзитарово): 13 км,
- ближайшей ж/д станции (Иглино): 8 км.

## Население
| 2002 | 2009 | 2010 |
| ---- | ---- | ---- |
| 160  | ↘154 | ↘132 |

Национальный состав
Согласно переписи 2002 года, преобладающая национальность — башкиры (100 %).

## Известные жители
- Булашев, Зинатулла Гизатович - Председатель Совета Народных Комиссаров Башкирской АССР.